# Christy Turlington
Christy Nicole Turlington Burns (ur. 2 stycznia 1969 w Walnut Creek) – amerykańska supermodelka, działaczka charytatywna i reżyserka. Reprezentowała perfumy Calvina Kleina "Eternity" w 1989 i 2014 oraz jest twarzą firmy kosmetycznej Maybelline. Turlington została okrzyknięta jedną z Kobiet Roku 2013 według czasopisma Glamour oraz znalazła się na liście 100 najbardziej wpływowych osób według magazynu Time. Zdobyła sławę w późnych latach 80. i wczesnych latach 90. XX wieku jako jedna z supermodelek, a w szczytowym punkcie swojej kariery była ulubienicą projektantów mody. Wraz z Naomi Campbell i Lindą Evangelistą została nazwana "Trójcą", ze względu na popularność, jaką wszystkie trzy modelki zdobyły w tym samym czasie.

## Wczesne lata
Christy Nicole Turlington była drugą z trzech córek Dwaina Turlingtona, pilota Pan American World Airways, i Marii Elizabeth Turlington (z domu Parker Infante), stewardesy z Cojutepeque w Salwadorze.
Christy została odkryta jako czternastolatka przez lokalnego fotografa Denniego Cody, gdy jeździła konno w Miami na Florydzie, gdzie jej ojciec pracował jako kapitan treningowy. Turlington uczestniczyła w sesjach zdjęciowych po zajęciach szkolnych do wieku 16 lat, a po ukończeniu liceum przeprowadziła się do Nowego Jorku w celu rozpoczęcia pełnej kariery.

## Kariera
W wieku 18 lat Turlington trafiła na okładkę magazynu mody „Vogue”. W tym czasie ukończyła szkołę średnią. Jako modelka zaczęła pojawiać się na wybiegach we Włoszech. Po pojawieniu się jej na okładce włoskiego Vogue razem z Lindą Evangelistą i Heleną Christensen była twarzą domu mody Versace. Ma 179 cm wzrostu.
W późniejszym okresie kariery zaczęła grać w filmach. Nie odniosła jednak w tej dziedzinie sukcesu. Turlington występowała także w jednym z teledysków George'a Michaela razem ze swoimi koleżankami z wybiegu: Campbell, Evangelistą i Crawford. Aktualnie Turlington angażuje się w wiele akcji dobroczynnych, jest członkinią wielu organizacji m.in. Fashion Targets Breast Cancer i PETA. Wzięła także udział w rozbieranej sesji zdjęciowej pod hasłem „Wolę być naga niż nosić futro”.
W 2000 zdiagnozowano u niej wczesne stadium rozedmy płuc. Od 1995 propaguje zdrowy tryb życia. Kontynuowała naukę na uniwersytecie UCLA i w The Gallatin School w New York University, gdzie studiowała filozofię i literaturę.

## Życie osobiste
Od 7 czerwca 2003 jest żoną aktora Edwarda Burnsa. Ich ślub odbył się w jednym z kościołów katolickich na Manhattanie w Nowym Jorku. Z powodu śmierci ojca Turlington pannę młodą do ołtarza prowadził Bono. Podczas uroczystości modelka była w czwartym miesiącu ciąży. Pięć miesięcy później na świat przyszła córka Grace. Cztery lata później Turlington urodziła chłopca Finna.